# Hude, Nordfriesland
Hude là một đô thị thuộc huyện Nordfriesland, bang Schleswig-Holstein, Đức.